# Libanon a 2002. évi téli olimpiai játékokon
Libanon az egyesült államokbeli Salt Lake Cityben megrendezett 2002. évi téli olimpiai játékok egyik részt vevő nemzete volt. Az országot az olimpián 1 sportágban 2 sportoló képviselte, akik érmet nem szereztek.

## Alpesisí
Férfi
| Versenyző      | Versenyszám | 1. futam | 1. futam | 2. futam      | 2. futam      | Összesítés | Összesítés |
| Versenyző      | Versenyszám | Idő      | Hely.    | Idő           | Hely.         | Idő        | Helyezés   |
| -------------- | ----------- | -------- | -------- | ------------- | ------------- | ---------- | ---------- |
| Niki Fürstauer | Műlesiklás  | 51,99    | 26.      | nem ért célba | nem ért célba | kiesett    | kiesett    |

Női
| Versenyző    | Versenyszám      | 1. futam | 1. futam | 2. futam | 2. futam | Összesítés | Összesítés |
| Versenyző    | Versenyszám      | Idő      | Hely.    | Idő      | Hely.    | Idő        | Helyezés   |
| ------------ | ---------------- | -------- | -------- | -------- | -------- | ---------- | ---------- |
| Sírín Nzsejm | Műlesiklás       | 1:05,54  | 46.      | 1:07,94  | 36.      | 2:13,48    | 36.        |
| Sírín Nzsejm | Óriás-műlesiklás | 1:27,76  | 52.      | 1:25,66  | 46.      | 2:53,42    | 45.        |